# Distretto di Pión
Il distretto di Pión è uno dei diciannove distretti  della provincia di Chota, in Perù. Si trova nella regione di Cajamarca e si estende su una superficie di 141,05 chilometri quadrati.

Istituito il 2 gennaio 1857, ha per capitale la città di Pión; al censimento 2005 contava 1.847 abitanti.